# Formosatettix huapingensis
Formosatettix huapingensis är en insektsart som beskrevs av Zheng, Z. och G. Jiang 1997. Formosatettix huapingensis ingår i släktet Formosatettix och familjen torngräshoppor. Inga underarter finns listade i Catalogue of Life.